# Coniogramme denticulo-serrata
Coniogramme denticulo-serrata là một loài dương xỉ trong họ Pteridaceae. Loài này được Dixit & Das mô tả khoa học đầu tiên.
Danh pháp khoa học của loài này chưa được làm sáng tỏ. 